# Persone di cognome Neri
| Questa pagina contiene informazioni ricavate automaticamente dalle voci biografiche con l'ausilio del template Bio e di un bot. L'aggiornamento è periodico e automatico e ricostruisce completamente la pagina. Se manca una persona in questa lista, sei pregato di non aggiungerla, ma accertati piuttosto che la sua voce biografica contenga il template Bio e che i dati anagrafici siano correttamente compilati. Se il template Bio manca, inseriscilo tu stesso o, in alternativa, metti l'avviso {{tmp\|Bio}} che ne segnala la mancanza. Se i dati riportati sono sbagliati, correggi direttamente la voce biografica; le modifiche saranno visibili in questa lista entro pochi giorni. Per chiarimenti vedi il progetto antroponimi. La lista contiene solo le 55 persone che sono citate nell'enciclopedia e per le quali è stato implementato correttamente il template Bio. Pagina aggiornata al 23 lug 2025. |

Questa è una lista di persone presenti nell'enciclopedia che hanno il cognome Neri, suddivise per attività principale.

## Allenatori di calcio(4)
- Aldo Neri, allenatore di calcio italiano (Forlimpopoli, n. 1907)
- Maino Neri, allenatore di calcio e calciatore italiano (Carpi, n. 1924 - Modena, † 1995)
- Marcello Neri, allenatore di calcio e calciatore italiano (Falconara Marittima, n. 1938 - Falconara Marittima, † 2009)
- Maurizio Neri, allenatore di calcio e ex calciatore italiano (Rimini, n. 1965)

## Allenatori di calcio a 5(1)
- Massimiliano Neri, allenatore di calcio a 5 e ex giocatore di calcio a 5 italiano (Rimini, n. 1969)

## Arcivescovi cattolici(1)
- Francesco Neri, arcivescovo cattolico italiano (Catanzaro, n. 1959)

## Artigiani(1)
- Antonio Neri, artigiano italiano (Firenze, n. 1576 - Pisa, † 1614)

## Attori(1)
- Tommaso Maria Neri, attore e modello italiano (Torino, n. 2001)

## Attrici(3)
- Francesca Neri, attrice e produttrice cinematografica italiana (Trento, n. 1964)
- Rosalba Neri, attrice italiana (Forlì, n. 1939)
- Rosalina Neri, attrice e cantante lirica italiana (Arcisate, n. 1927 - Milano, † 2024)

## Aviatori(1)
- Alessio Neri, aviatore e militare italiano (Novi di Modena, n. 1911 - Lleida, † 1937)

## Bassi(1)
- Giulio Neri, basso italiano (Torrita di Siena, n. 1909 - Roma, † 1958)

## Calciatori(4)
- Bruno Neri, calciatore e partigiano italiano (Faenza, n. 1910 - Marradi, † 1944)
- Ettore Neri, calciatore italiano (Genova, n. 1896 - Genova, † 1966)
- Giacomo Neri, calciatore e allenatore di calcio italiano (Faenza, n. 1916 - Faenza, † 2010)
- Olmes Neri, calciatore e allenatore di calcio italiano (Bomporto, n. 1932 - Lecce, † 2018)

## Cantanti(1)
- Paola Neri, cantante italiana (Roma, n. 1940 - Roma, † 2022)

## Cestiste(1)
- Anna Neri, cestista italiana (n. 1930 - † 2020)

## Ciclisti su strada(3)
- Colombo Neri, ciclista su strada italiano (Fauglia, n. 1904 - Pisa, † 1981)
- Guido Neri, ex ciclista su strada italiano (Cesena, n. 1939)
- Marcello Neri, ciclista su strada italiano (Fauglia, n. 1902 - Fiorenzuola, † 1993)

## Comici(1)
- Franco Neri, comico, cabarettista e attore italiano (Torino, n. 1963)

## Compositori(2)
- Benedetto Neri, compositore italiano (Rimini, n. 1771 - Milano, † 1841)
- Ennio Neri, compositore e poeta italiano (Roma, n. 1891 - Roma, † 1985)

## Dirigenti sportivi(1)
- Domenico Neri, dirigente sportivo, allenatore di calcio e ex calciatore italiano (Arezzo, n. 1952)

## Filosofi(1)
- Guido Davide Neri, filosofo italiano (Milano, n. 1935 - † 2001)

## Francesisti(1)
- Ferdinando Neri, francesista e storico della filosofia italiano (Chiusaforte, n. 1880 - Torino, † 1954)

## Giornalisti(3)
- Mauro Neri, giornalista e scrittore italiano (Trento, n. 1950)
- Michele Neri, giornalista, critico musicale e scrittore italiano (Roma, n. 1966)
- Sergio Neri, giornalista italiano (Rimini, n. 1934)

## Giuristi(1)
- Pompeo Neri, giurista e politico italiano (Castelfiorentino, n. 1706 - Firenze, † 1776)

## Medici(1)
- Tommaso Neri, medico e scrittore italiano (Tivoli)

## Militari(3)
- Ariosto Neri, militare e aviatore italiano (Novi di Modena, n. 1906 - Desenzano del Garda, † 1932)
- Pasquale Simone Neri, militare italiano (Messina, n. 1979 - Messina, † 2009)
- Sante Neri, militare italiano (Mirandola, n. 1907 - Condino, † 1936)

## Neurologi(1)
- Vincenzo Neri, neurologo italiano (Bologna, n. 1880 - † 1960)

## Organisti(1)
- Massimiliano Neri, organista e compositore tedesco (Bonn - Bonn)

## Pedagogisti(1)
- Sergio Neri, pedagogista, insegnante e educatore italiano (San Felice sul Panaro, n. 1937 - Modena, † 2000)

## Pianisti(1)
- Carlo Alberto Neri, pianista, direttore d'orchestra e compositore italiano (Montevarchi, n. 1950 - Arezzo, † 2025)

## Pittori(3)
- Aldo Neri, pittore italiano (Livorno, n. 1911 - Busto Arsizio, † 2003)
- Dario Neri, pittore e storico italiano (Murlo, n. 1895 - Milano, † 1958)
- Pietro Martire Neri, pittore italiano (Cremona, n. 1591 - Roma, † 1661)

## Poeti(1)
- Ippolito Neri, poeta italiano (Empoli, n. 1652 - Empoli, † 1709)

## Politici(4)
- Emilio Neri, politico italiano (Belluno, n. 1932)
- Fabrizio Neri, politico italiano (Massa, n. 1953)
- Mario Neri, politico italiano (Belluno, n. 1941)
- Sebastiano Neri, politico e magistrato italiano (Lentini, n. 1954)

## Presbiteri(1)
- Filippo Neri, presbitero e educatore italiano (Firenze, n. 1515 - Roma, † 1595)

## Produttori cinematografici(1)
- Gianluca Neri, produttore cinematografico, autore televisivo e conduttore radiofonico italiano (Milano, n. 1971)

## Schermidori(1)
- Matteo Neri, schermidore italiano (Faenza, n. 1999)

## Scrittori(1)
- Nerio Neri, scrittore italiano (Faenza, n. 1935 - Bentivoglio, † 2022)

## Scultori(1)
- Giancarlo Neri, scultore e artista italiano (Napoli, n. 1955)

## Traduttrici(1)
- Nicoletta Neri, traduttrice e anglista italiana (Torino, n. 1914 - † 2000)

## Velocisti(1)
- Romeo Neri, velocista, ginnasta e allenatore di ginnastica artistica italiano (Rimini, n. 1903 - Rimini, † 1961)